# Rocca Grimalda
Rocca Grimalda (La Ròca Grimàuda in piemontese, Ra Ròca localmente; A Ròcca in ligure) è un comune italiano di 1 384 abitanti della provincia di Alessandria, in Piemonte, situato nell'Alto Monferrato, su uno sperone roccioso alla sinistra del fiume Orba.
È uno dei comuni principali dell'Ovadese, area storico-culturale dell'Oltregiogo/Oltregiovo Ligure e/o del Genovesato, del Basso Piemonte e del Monferrato, che prende il nome dalla città di Ovada.

## Storia
Le tracce di insediamenti di popolazioni liguri nella valle dell'Orba e in particolare nel comune di Rocca Grimalda si perdono nel passato: l'esistenza della città romana di Rondinaria, attestata da numerosi documenti e dal ritrovamento di una necropoli celtica in corrispondenza della piana di Silvano, ai piedi dello sperone roccioso su cui sorge il paese, fa presumere l'esistenza di fortificazioni e insediamenti già in epoca preromana anche al di sopra dell'altura.
Nel territorio comunale, in prossimità del confine con il comune di Carpeneto, in località Trionzo, il ritrovamento dei resti di un castello di epoca longobarda, costruito con terrapieni e palizzate, ha confermato l'importanza del luogo che era stato nei secoli avvolto da leggende di streghe e sabba sfrenati.

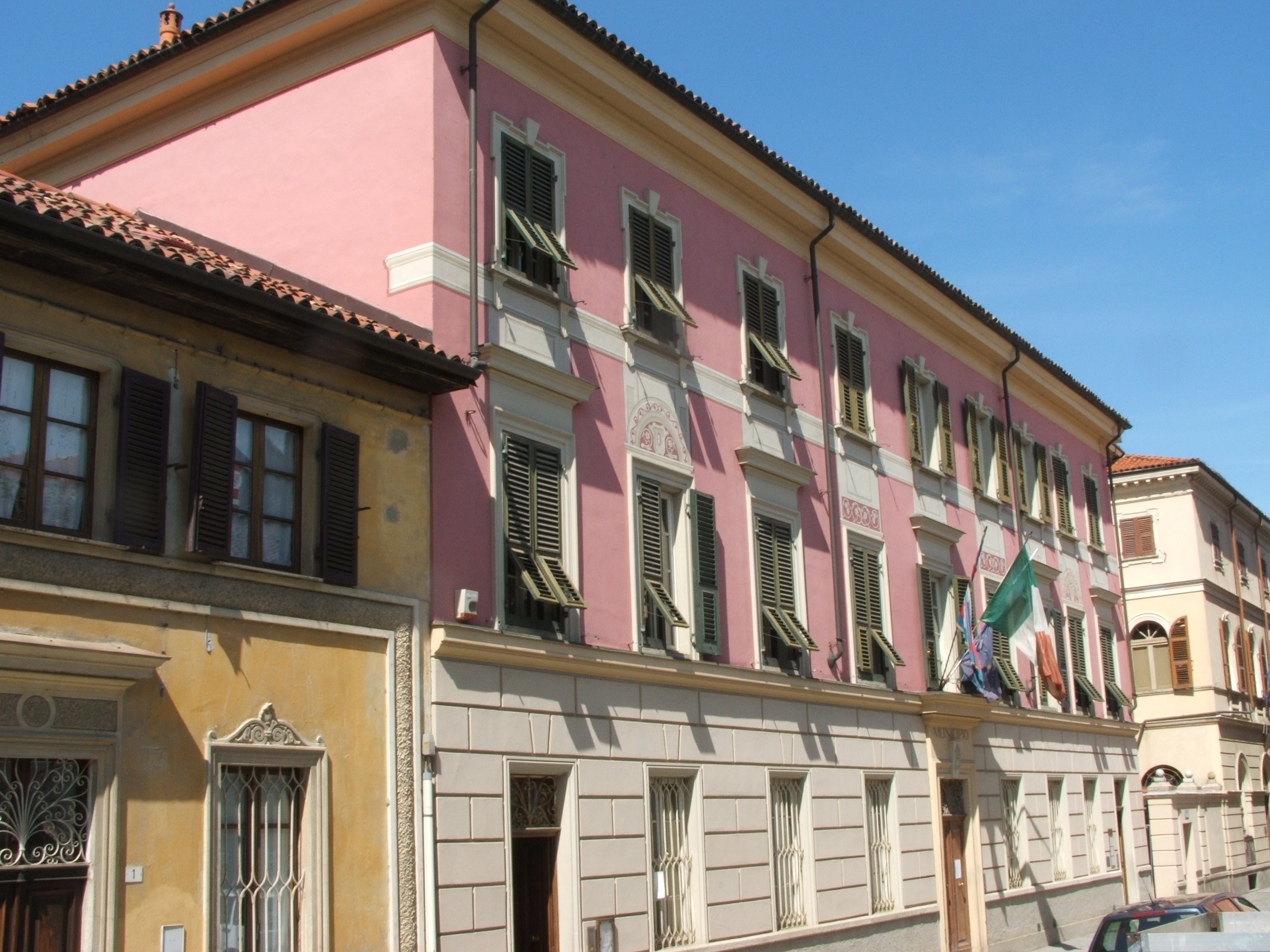
Il Palazzo comunale

Il paese venne citato in documenti del X secolo, come territorio della marca aleramica, fu tra i beni donati per la fondazione del monastero di San Quintino a Spigno Monferrato.
Nel 1164 fu ceduto ai marchesi del Monferrato, nel XIII secolo passò ai marchesi di Gavi, in forma di pegno.
Conteso dagli alessandrini e dal marchesato di Monferrato, fu conquistato poi dai genovesi che la infeudarono ai Malaspina.
Per la sua conformazione di fortezza naturale a strapiombo sulla valle dell'Orba venne a lungo contesa dalla Repubblica di Genova, dai marchesi del Monferrato e dal Ducato di Milano. Nel 1355, fu nuovamente concessa ai marchesi del Monferrato. Occupata da Filippo Maria Visconti, nel 1444 fu ceduta a Galeazzo Trotti.
Nella sua storia Rocca Grimalda assunse nomi diversi, da "Rocca Val d'Orba" a "Rocca De Trotti". Le colline del feudo di Rocca Grimalda rimasero fino al XVIII secolo per lo più coperte da fitte foreste dove prosperava il brigantaggio.
I territori di confine permettevano alle famiglie di banditi di sfuggire alle autorità e di spadroneggaire sui territori dell'oltregiogo mentre i signori locali rimanevano talvolta colpevolmente impotenti di fronte all'appoggio popolare di cui tali fuorilegge godevano.

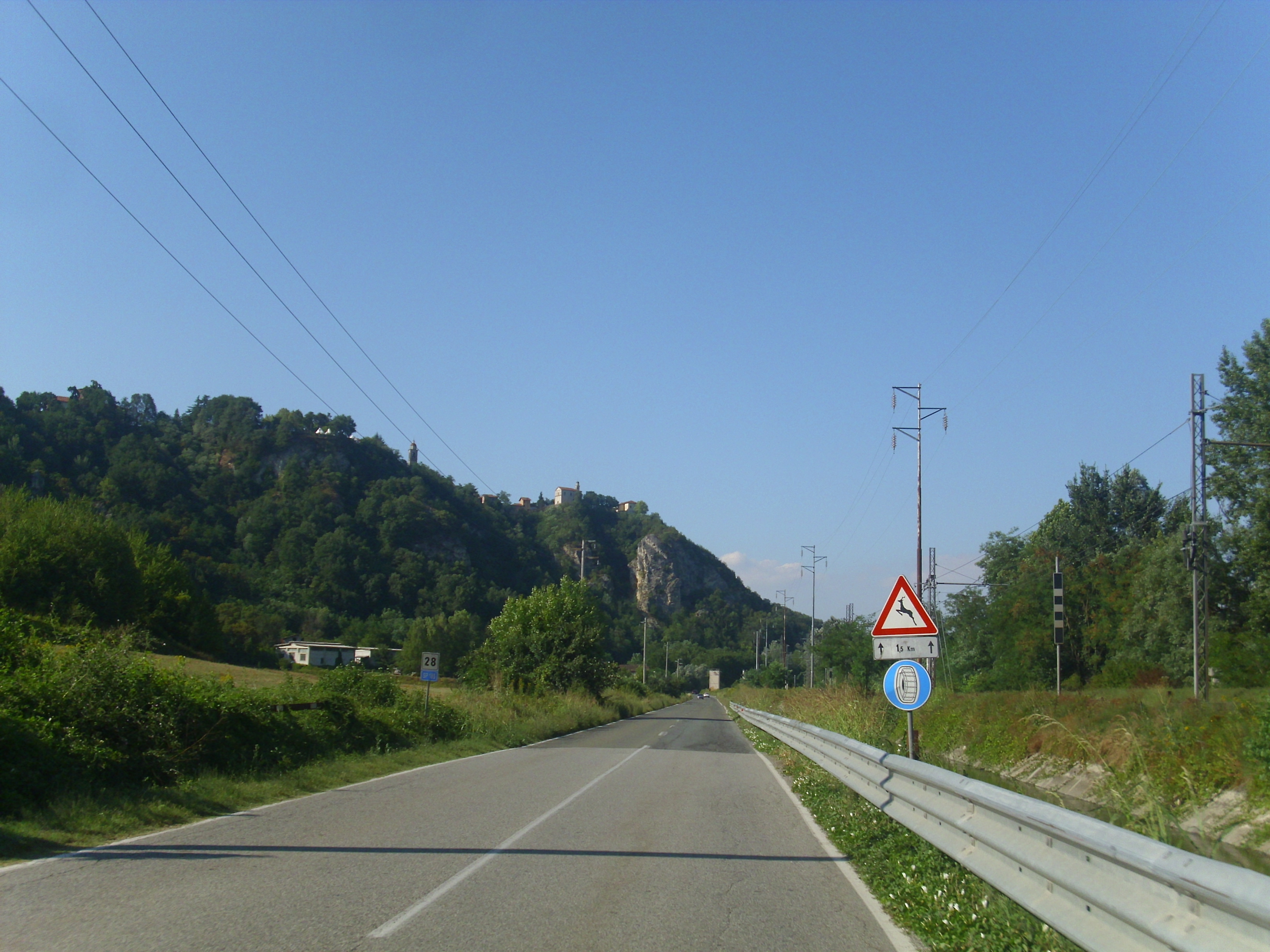
Sulla sinistra la base rocciosa su cui sorge Rocca Gimalda, fotografata dalla SP185. Al centro della foto si può notare la chiesa di Santa Limbania.

Dopo alterne vicende, i Trotti vendettero il feudo alla famiglia genovese dei Grimaldi, che ne mantenne il possesso fino al XIX secolo e che diedero al paese il suo nome definitivo. I Grimaldi portarono dalla Repubblica di Genova il culto di santa Limbania e la coltivazione della vite che stravolse il paesaggio delle colline circostanti ove il bosco venne gradualmente rimpiazzato dalla vite.
Dell'estesa foresta della valle Orba, citata da Alessandro Manzoni, rimasero solamente piccoli ritagli come il Parco della Villa Savoia in località San Giacomo (un tempo detto San Giacomo dei boschi).
Dal 1736 Rocca Grimalda entrò nell'orbita del Regno di Sardegna e seguì da allora le sorti del Piemonte sotto il dominio dei Savoia.
Durante la seconda guerra mondiale Rocca Grimalda pagò un pesante tributo di vittime, e molti rocchesi si unirono alle file della guerra partigiana che imperversò sull'Appennino Ligure fino alla Liberazione, che avvenne in queste zone proprio ad opera dei partigiani, ben prima dell'arrivo delle truppe alleate.
Dalla fine della guerra il paese visse un periodo segnato da emigrazione verso le grandi città e abbandono delle campagne.
Dagli anni novanta Rocca Grimalda, come molti centri limitrofi, vive un periodo di rinascita economica e sociale basato sulla promozione degli ottimi vini locali, tra cui il Dolcetto di Ovada e il Barbera del Monferrato, dei prodotti gastronomici e sul turismo.

### Simboli
Lo stemma e il gonfalone sono stati concessi con DPR del 16 novembre 1988.
I fusi sono ripresi dal blasone della famiglia Grimaldi. Il gonfalone è un drappo  partito di bianco e di rosso.

## Monumenti e luoghi d'interesse

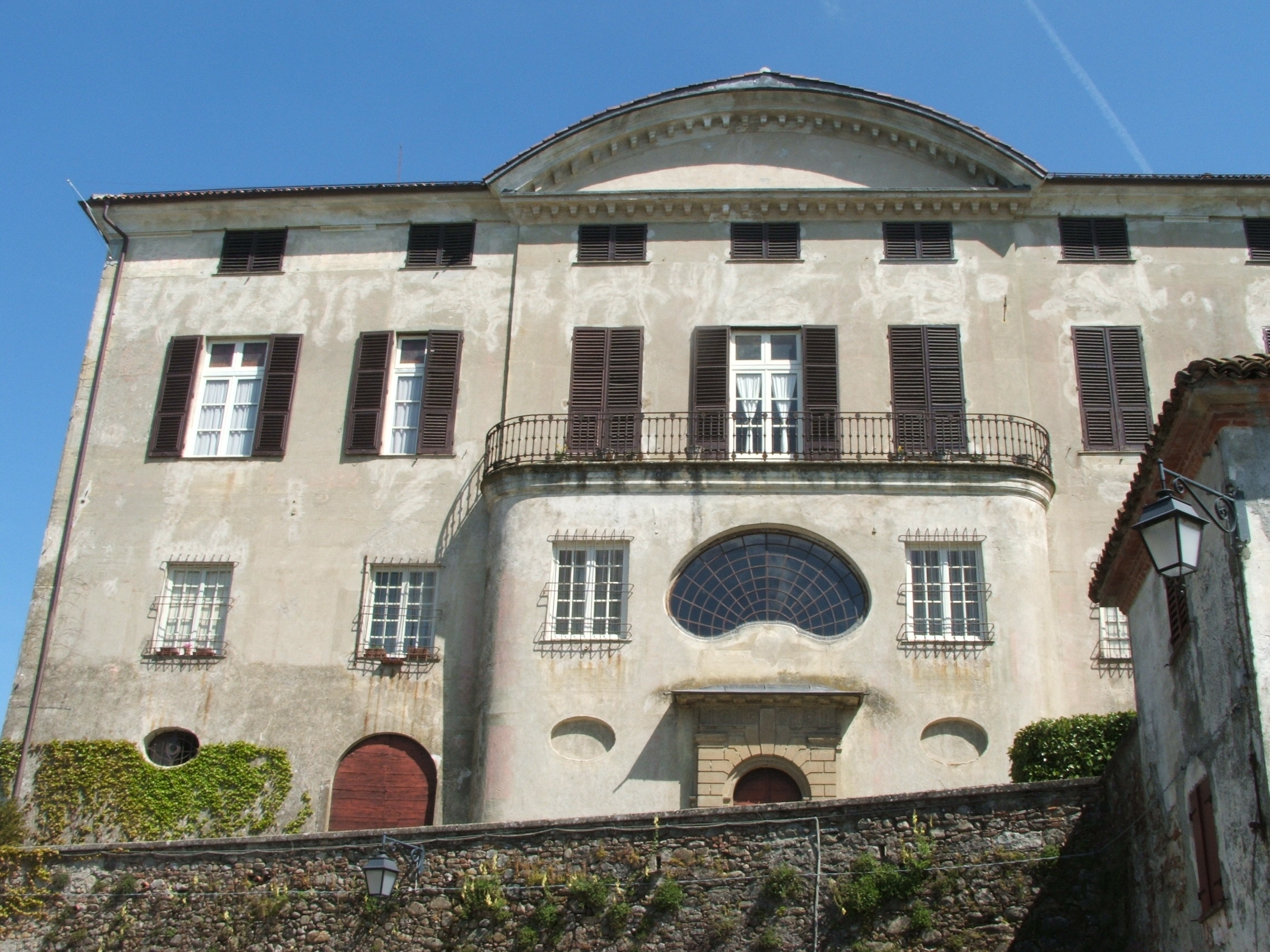
Il castello Malaspina-Grimaldi

Rocca Grimalda si presenta come un borgo di impianto medioevale ben conservato: il centro abitato si articola seguendo la conformazione dello sperone roccioso la cui funzione difensiva è testimoniata da alcuni toponimi come via dei Bastioni, la Torricella e la Porta, in prossimità del castello, rimasta l'unico accesso all'abitato.
Il Castello Malaspina-Grimaldi, in origine costruzione militare risalente al XIII secolo, venne trasformato in abitazione signorile nel XVIII secolo dopo aggiunte anche nei periodi precedenti, con ali rinascimentali e barocche, insieme ad un pregevole giardino panoramico sulla valle sottostante. Si caratterizza per una torre circolare a cinque piani con scala elicoidale ricavata nello spessore delle mura che un tempo ospitava le prigioni: i muri interni ancora riportano le scritte e i disegni eseguiti da alcuni prigionieri del XVII e XVIII secolo. Attualmente è di proprietà di un ramo della famiglia de Rege di Donato che ne ha curato il restauro e la valorizzazione. Il maniero fa parte del sistema dei "Castelli Aperti" del Basso Piemonte.
La chiesa parrocchiale di San Giacomo Maggiore, di origine romanica, ma ampliata e rimaneggiata in seguito, conserva l'antica facciata inglobata nel muro perimetrale destro, con una serie di archi in pietra grigia e parte del basamento originale del campanile. Al suo interno le tre navate affrescate sono adornate da quadri sulla vita di san Giovanni Battista, originario patrono della comunità.
Il culto di san Giacomo Maggiore, molto diffuso nei paesi limitrofi, si ricollega al passaggio nel comune di uno degli antichi tracciati utilizzati dai pellegrini per raggiungere il santuario di Santiago di Compostela, ove sono ancora oggi conservate le spoglie del santo.
L'oratorio della Madonna delle Grazie, sede dell'omonima confraternita, conserva al suo interno numerose opere di devozione popolare nonché una pregevole statua processionale del Settecento della scuola di Anton Maria Maragliano mentre all'interno dell'oratorio della Santissima Trinità e di San Giovanni si possono ammirare i pregevoli affreschi della volta e un'altra statua processionale di più modesta fattura. La Confraternita della Santissima Trinità conserva inoltre archivi di spesa risalenti ai primi del Seicento che raccolgono un importante pezzo della storia del paese.
Sparse per la campagna ci sono numerose edicole votive oltre alla chiesa campestre dedicata a San Rocco del XVI secolo, e a quella di San Giacomo nell'omonima frazione.
La Chiesa intitolata di Santa Limbania in Castelvero, dedicata alla Madonna Assunta conserva pregevoli affreschi del XVI secolo nell'abside mentre la struttura attuale è frutto di ulteriori rimaneggiamenti che ne fecero una sorta di santuario per i mulattieri; essi trasportavano le merci attraverso l'Appennino Ligure e affidavano le loro sorti alla santa iniziando il loro viaggio presso la chiesina di Santa Limbania a Genova Voltri in Borgo Cerusa, e terminandolo a Rocca Grimalda: tale percorso viene riscoperto a scopo turistico ogni estate mediante un pellegrinaggio enogastronomico, oltre che religioso. La statua lignea di Santa Limbania, veniva un tempo intagliata dalle madri del paese allo scopo di ricavarne schegge da mandare ai propri figli in guerra, pratica che dimostra la devozione popolare per la santa cipriota.

## Società

### Evoluzione demografica
Abitanti censiti

### Istituzioni, enti e associazioni
La Società di Mutuo Soccorso, precedentemente Circolo Garibaldino molto attivo, è testimonianza ancora oggi dell'attività sociale che caratterizzò Rocca Grimalda nei tempi passati e che la resero per lungo tempo uno dei centri più importanti dell'ovadese.

### Tradizioni e folclore
Rocca Grimalda è conosciuta anche per "La Lachera di Rocca Grimalda" è un rito carnevalesco.

## Cultura

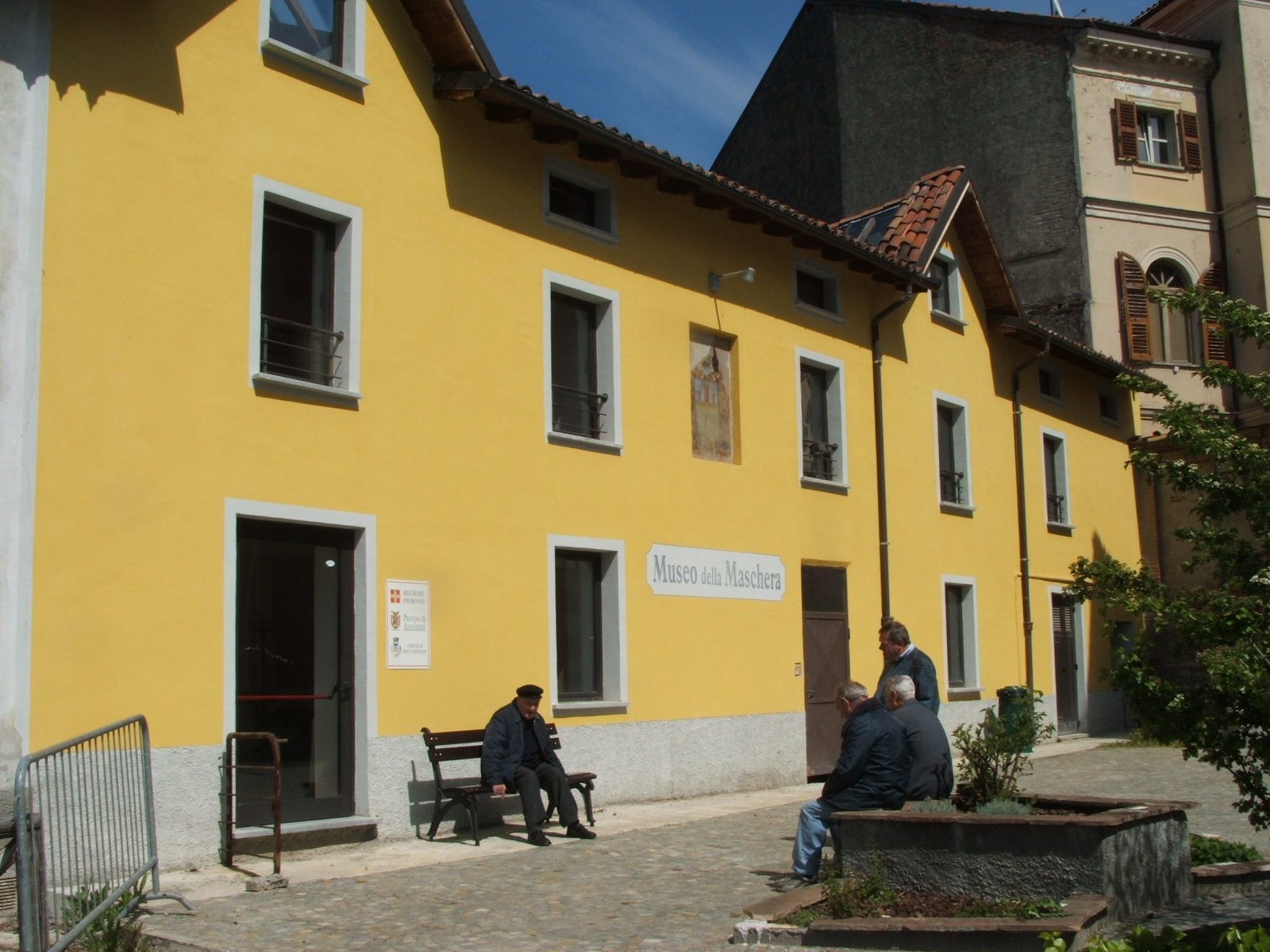
Il Museo della Maschera

Si ricorda in particolare la danza ancestrale della Lachera che viene riproposta ogni anno durante il carnevale con i suoi significati di rito fondante della comunità e propiziatorio per la stagione primaverile e che si pone di diritto tra i carnevali più importanti d'Europa. Tale tradizione è stata valorizzata mediante la costituzione di un Museo della Maschera che promuove scambi e convegni in collaborazione con strutture analoghe in tutto il resto del mondo.
La Lachera viene rappresentata ogni anno nel periodo carnevalesco nella sua forma più completa, con una questua nelle campagne che dura cinque giorni di danze e musiche ininterrotti, fino a giungere nel borgo ove assume le sue caratteristiche più spettacolari. La manifestazione è stata spesso esportata in altre regioni e paesi europei come Belgio, Austria, Francia, Germania.
Altrettanto gelosamente viene difesa e tramandata un'antica ricetta, il piatto tipico di Rocca Grimalda dal nome quasi impronunciabile ai profani, la Peirbuieira, che viene riproposta ogni anno l'ultima settimana di agosto in una sagra che richiama appassionati da tutta Italia, oltre che numerosissimi affezionati di lunga data.
Nel 2005 Rocca Grimalda è stata scelta dal regista esordiente Fausto Paravidino, cresciuto nel piccolo borgo, come set del suo primo film, Texas. Ne sono seguite stagioni teatrali, esposizioni, manifestazioni che hanno animato la vita culturale del borgo.

### Eventi
Sagre

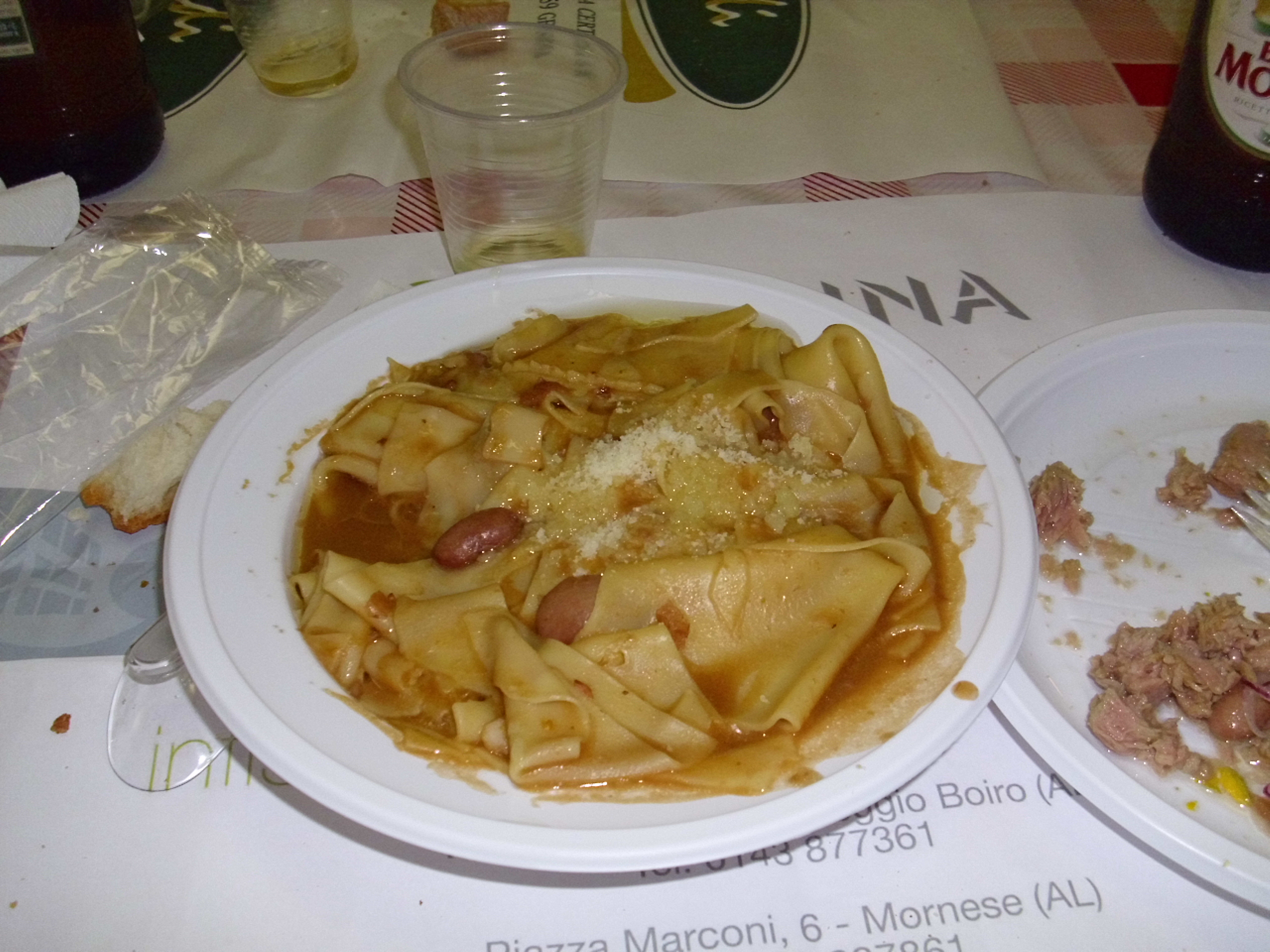
La preibuiera (a volte citata anche come perbureira), tipico piatto di Rocca Grimalda, una zuppa con lasagne, fagioli e aglio. La sagra che le è dedicata nel mese di agosto, ha superato le 40 edizioni.

- Sagra del cinghiale. Ultima settimana di luglio
- Sagra dello stracotto. Seconda domenica di agosto.
- Sagra della perbuieira. Ultima settimana di agosto.

## Amministrazione
Di seguito è presentata una tabella relativa alle amministrazioni che si sono succedute in questo comune.
| Periodo           | Periodo           | Primo cittadino    | Partito                                                        | Carica               | Note  |
| ----------------- | ----------------- | ------------------ | -------------------------------------------------------------- | -------------------- | ----- |
| 4 giugno 1985     | 25 maggio 1990    | Lorenzo Ottria     | Partito Comunista Italiano                                     | Sindaco              | [ 6 ] |
| 25 maggio 1990    | 24 aprile 1995    | Lorenzo Ottria     | Partito Comunista Italiano, Partito Democratico della Sinistra | Sindaco              | [ 6 ] |
| 24 aprile 1995    | 14 giugno 1999    | Vincenzo Cacciola  | centro-sinistra                                                | Sindaco              | [ 6 ] |
| 25 giugno 1999    | 14 giugno 2004    | Vincenzo Cacciola  | lista civica                                                   | Sindaco              | [ 6 ] |
| 14 giugno 2004    | 8 giugno 2009     | Fabio Barisione    | lista civica                                                   | Sindaco              | [ 6 ] |
| 8 giugno 2009     | 26 maggio 2014    | Fabio Barisione    | lista civica Insieme per Rocca                                 | Sindaco              | [ 6 ] |
| 26 maggio 2014    | 27 maggio 2019    | Giancarlo Subbrero | lista civica Insieme per Rocca Grimalda                        | Sindaco              | [ 6 ] |
| 27 maggio 2019    | 16 luglio 2019    | Antonio Facchino   | lista civica Insieme per Rocca Grimalda                        | Sindaco              | [ 6 ] |
| 16 luglio 2019    | 21 settembre 2020 | Giancarlo Subbrero | lista civica Insieme per Rocca Grimalda                        | Vicesindaco reggente | [ 6 ] |
| 21 settembre 2020 | in carica         | Vincenzo Cacciola  | lista civica Tradizione per il futuro                          | Sindaco              | [ 6 ] |

## Galleria d'immagini

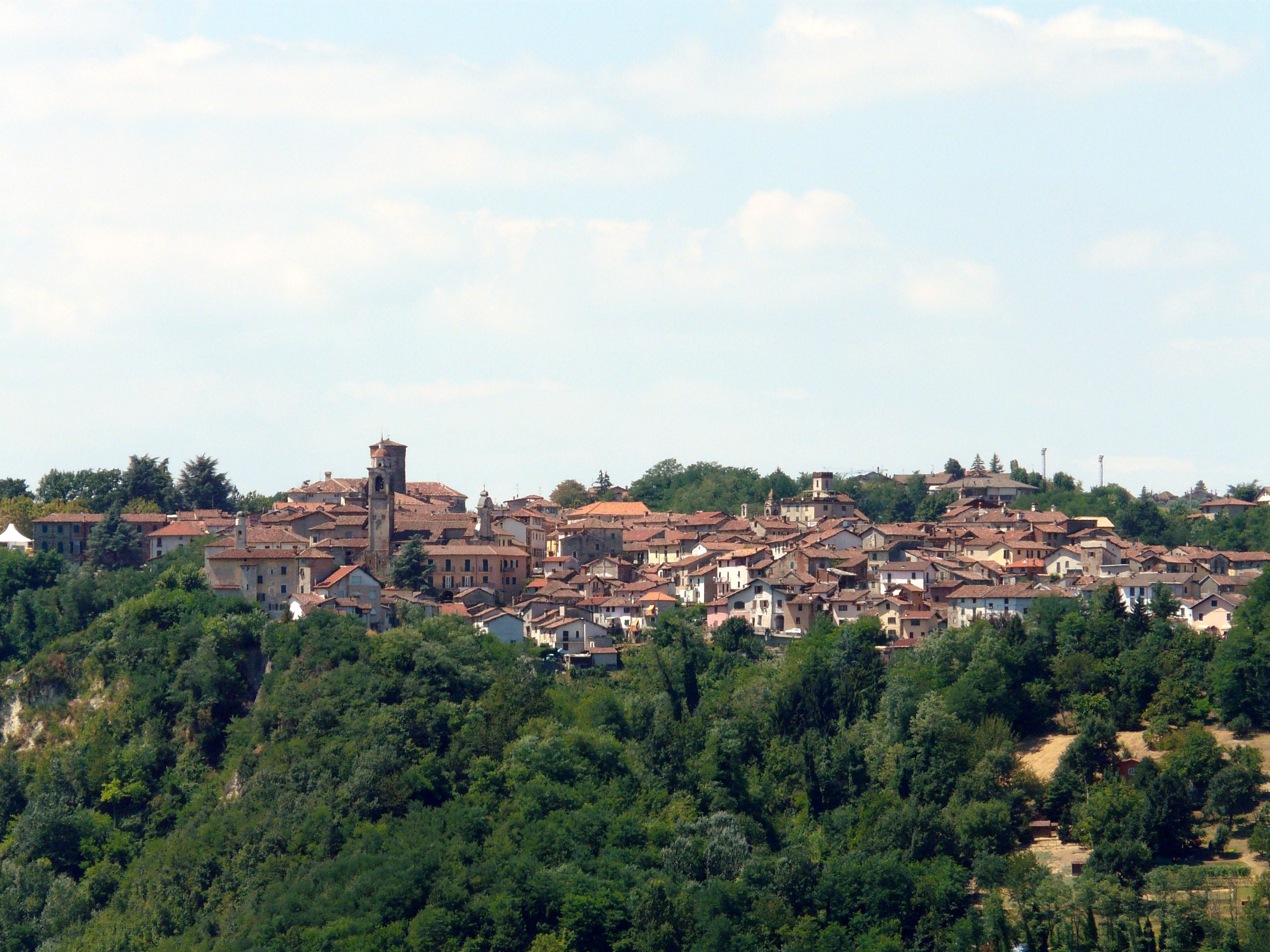
Rocca Grimalda
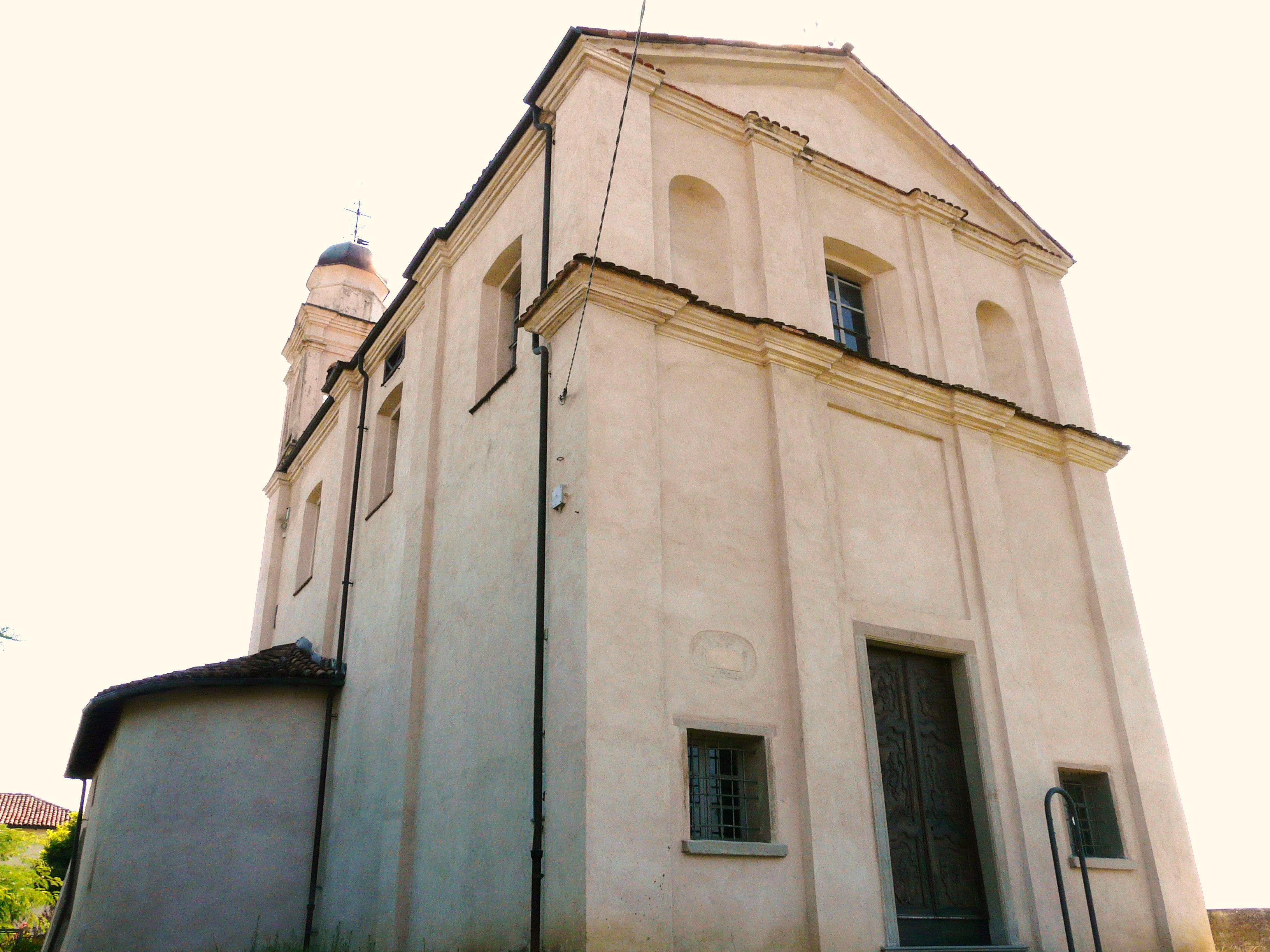
Chiesa di Santa Limbania
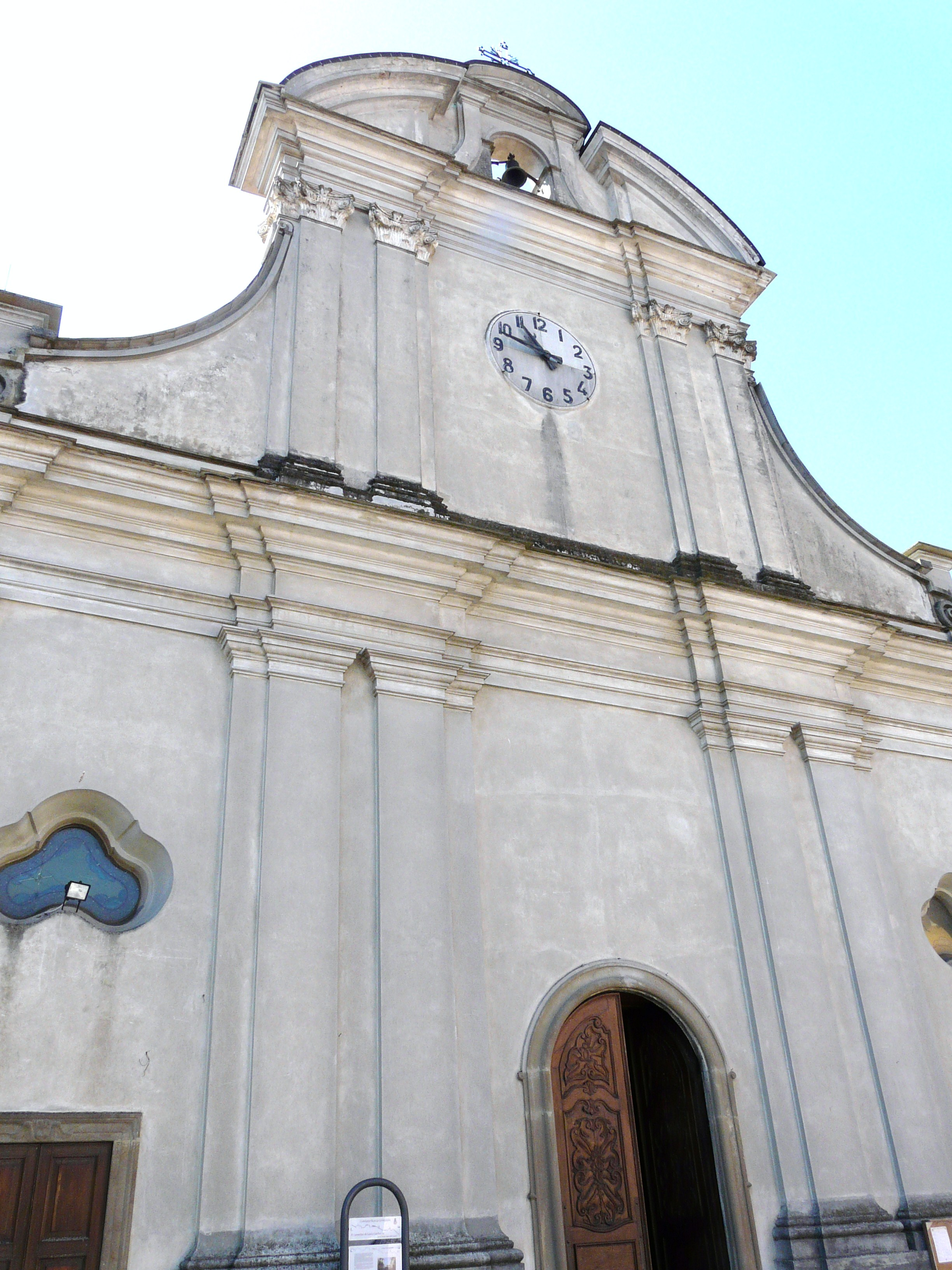
Chiesa di San Giacomo maggiore
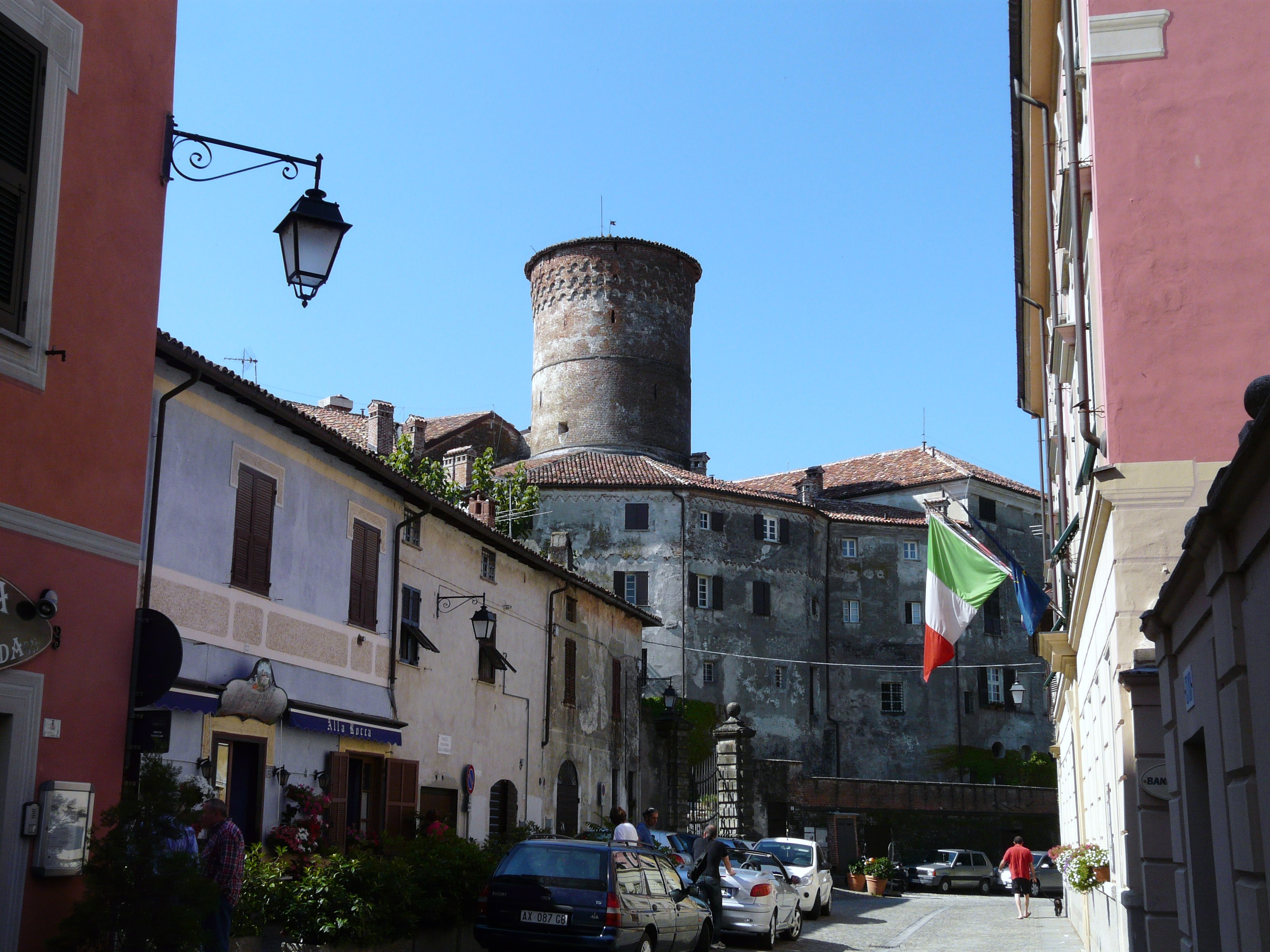
Panorama del municipio e del castello

### Sport
La principale squadra sportiva della città è la Polisportiva Rocca Grimalda nella sua divisione calcistica milita nel campionato di Terza Categoria Piemonte e Valle D'aosta i colori sociali sono il Granata il rosso e il Blu. Disputa le sue gare interne nella frazione di San Piero allo Stadio Comunale